# ألبرت باركر
ألبرت باركر (بالإنجليزية: Albert Parker) (و. 1885 – 1974 م) هو مخرج سينمائي، ومنتج أفلام، وكاتب سيناريو، وممثل، من الولايات المتحدة الأمريكية، ولد في مدينة نيويورك، توفي في لندن، عن عمر يناهز 89 عاماً.

## وصلات خارجية
- ألبرت باركر على موقع IMDb (الإنجليزية)
- ألبرت باركر على موقع ألو سيني (الفرنسية)
- ألبرت باركر على موقع تيرنر كلاسيك موفيز (الإنجليزية)
- ألبرت باركر على موقع أول موفي (الإنجليزية)
- ألبرت باركر على موقع قاعدة بيانات برودواي على الإنترنت (الإنجليزية)
- ألبرت باركر على موقع قاعدة بيانات الأفلام السويدية (السويدية)
- ألبرت باركر على موقع قاعدة بيانات الفيلم (الإنجليزية)
- ألبرت باركر على موقع كينوبويسك (الروسية)